# Jhon Lucumí
Jhon Janer Lucumí Bonilla (Cali, 26 de junio de 1998) es un futbolista colombiano. Juega como defensa central en el Bologna F. C. de la Serie A italiana. Es Internacional absoluto con la selección de Colombia. 

## Trayectoria

### Deportivo Cali
Llegó a la cantera del Deportivo Cali en el año 2007 y selección colombiana sub-15 (2013) y sub-17 (2015).

### K. R. C. Genk
El 18 de julio fue presentado como nuevo jugador del K. R. C. Genk de la Primera División de Bélgica. Debutó el 26 de julio en la goleada 5 por 0 sobre el Fola Esch en la Liga Europa de la UEFA 2018-19.
El 17 de septiembre de 2019 marcó su primer gol como profesional en la primera fecha de la Liga de Campeones de la UEFA en la derrota 6-2 en su visita al Red Bull Salzburgo.

### Bologna F. C.
El 18 de agosto de 2022 fue vendido al club italiano Bologna F. C. 1909.

## Selección nacional
El 28 de agosto de 2018 recibe su primera convocatoria a la selección colombiana para los amistosos ante Venezuela y Argentina por el DT encargado Arturo Reyes Montero. El 30 de mayo queda seleccionado en la lista final de 23 jugadores que disputaran la Copa América 2019 en Brasil. El 3 de junio hace su debut como titular con la escuadra tricolor en la goleada 3 por 0 sobre Panamá en un amistoso en el Estadio El Campin. El 23 de junio debutó como titular en la Copa América 2019 en el triunfo 1-0 sobre Paraguay.

### Participaciones en Torneos Juveniles
| Torneo                      | Categoría                  | Sede                       | Resultado                  | PJ | GA | Asis |
| --------------------------- | -------------------------- | -------------------------- | -------------------------- | -- | -- | ---- |
| Juegos Odesur 2014          | Sub-17                     | Santiago                   | Oro                        | 4  | 1  | N/A  |
| Sudamericano Sub-17 de 2015 | Sub-17                     | Paraguay                   | Fase final                 | 8  | 0  | N/A  |
| Total en Torneos Juveniles  | Total en Torneos Juveniles | Total en Torneos Juveniles | Total en Torneos Juveniles | 12 | 1  | N/A  |

### Participaciones enCopas América
| Torneo                 | Sede                   | Resultado              | PJ | GA | Asis |
| ---------------------- | ---------------------- | ---------------------- | -- | -- | ---- |
| Copa América 2019      | Brasil                 | Cuartos de final       | 1  | 0  | 0    |
| Copa América 2021      | Brasil                 | Tercer lugar           | 0  | 0  | 0    |
| Copa América 2024      | Estados Unidos         | Subcampeón             | 1  | 0  | 0    |
| Total en Copas América | Total en Copas América | Total en Copas América | 2  | 0  | 0    |

### Participaciones enEliminatorias al Mundial
| Eliminatoria                               | Sede del Mundial                | Posición               | Resultado  | PJ | GA | Asis |
| ------------------------------------------ | ------------------------------- | ---------------------- | ---------- | -- | -- | ---- |
| Eliminatorias Mundial de Catar 2022        | Catar                           | 6°lugar 23pts          | Eliminado  | 0  | 0  | 0    |
| Eliminatorias Mundial de Norteamérica 2026 | Estados Unidos, México y Canadá | 6°lugar 22pts          | En disputa | 13 | 0  | 1    |
| Total en Eliminatorias                     | Total en Eliminatorias          | Total en Eliminatorias | 0/1        | 13 | 0  | 1    |

## Estadísticas

### Clubes
Actualizado al último partido disputado el 24 de mayo de 2025.
| Club                        | Div.          | Temporada     | Liga  | Liga  | Copas nacionales | Copas nacionales | Copas internacionales | Copas internacionales | Total | Total |
| Club                        | Div.          | Temporada     | Part. | Goles | Part.            | Goles            | Part.                 | Goles                 | Part. | Goles |
| --------------------------- | ------------- | ------------- | ----- | ----- | ---------------- | ---------------- | --------------------- | --------------------- | ----- | ----- |
| Deportivo Cali · Colombia   | 1.ª           | 2015          | 9     | 0     | 0                | 0                | —                     | —                     | 9     | 0     |
| Deportivo Cali · Colombia   | 1.ª           | 2016          | 4     | 0     | 1                | 0                | 1                     | 0                     | 6     | 0     |
| Deportivo Cali · Colombia   | 1.ª           | 2017          | 11    | 0     | 7                | 0                | 1                     | 0                     | 19    | 0     |
| Deportivo Cali · Colombia   | 1.ª           | 2018          | 18    | 0     | 0                | 0                | 2                     | 0                     | 20    | 0     |
| Deportivo Cali · Colombia   | Total club    | Total club    | 42    | 0     | 8                | 0                | 4                     | 0                     | 54    | 0     |
| K. R. C. Genk · Bélgica     | 1.ª           | 2018-19       | 17    | 0     | 2                | 0                | 8                     | 0                     | 27    | 0     |
| K. R. C. Genk · Bélgica     | 1.ª           | 2019-20       | 22    | 1     | 1                | 0                | 6                     | 1                     | 29    | 2     |
| K. R. C. Genk · Bélgica     | 1.ª           | 2020-21       | 38    | 0     | 3                | 0                | —                     | —                     | 41    | 0     |
| K. R. C. Genk · Bélgica     | 1.ª           | 2021-22       | 29    | 1     | 1                | 0                | 7                     | 0                     | 37    | 1     |
| K. R. C. Genk · Bélgica     | 1.ª           | 2022-23       | 3     | 0     | —                | —                | —                     | —                     | 3     | 0     |
| K. R. C. Genk · Bélgica     | Total club    | Total club    | 109   | 2     | 7                | 0                | 21                    | 1                     | 137   | 3     |
| Bologna F. C. 1909 · Italia | 1.ª           | 2022-23       | 33    | 0     | 1                | 0                | —                     | —                     | 34    | 0     |
| Bologna F. C. 1909 · Italia | 1.ª           | 2023-24       | 29    | 0     | 2                | 0                | —                     | —                     | 31    | 0     |
| Bologna F. C. 1909 · Italia | 1.ª           | 2024-25       | 32    | 0     | 5                | 0                | 7                     | 1                     | 44    | 1     |
| Bologna F. C. 1909 · Italia | Total club    | Total club    | 94    | 0     | 8                | 0                | 7                     | 1                     | 109   | 1     |
| Total carrera               | Total carrera | Total carrera | 245   | 2     | 23               | 0                | 32                    | 2                     | 300   | 4     |

### Selección nacional
Actualizado hasta el 10 de junio de 2025
| Selección         | Año               | Amistosos | Amistosos | Copa América | Copa América | Copa Mundial | Copa Mundial | Eliminatorias Mundialistas | Eliminatorias Mundialistas | Total | Total |
| Selección         | Año               | Part.     | Goles     | Part.        | Goles        | Part.        | Goles        | Part.                      | Goles                      | Part. | Goles |
| ----------------- | ----------------- | --------- | --------- | ------------ | ------------ | ------------ | ------------ | -------------------------- | -------------------------- | ----- | ----- |
| Sub-17            | 2014              | --        | --        | 4            | 1            | --           | --           | --                         | --                         | 4     | 1     |
| Sub-17            | 2015              | --        | --        | --           | --           | --           | --           | 8                          | 0                          | 8     | 0     |
| Sub-17            | Total             | --        | --        | 4            | 1            | --           | --           | 8                          | 0                          | 12    | 1     |
| Absoluta          | 2018              | --        | --        | --           | --           | --           | -            | --                         | --                         | 0     | 0     |
| Absoluta          | 2019              | 3         | 0         | 1            | 0            | --           | --           | --                         | --                         | 4     | 0     |
| Absoluta          | 2020              | --        | --        | --           | --           | --           | --           | --                         | --                         | 0     | 0     |
| Absoluta          | 2021              | --        | --        | --           | --           | --           | --           | --                         | --                         | 0     | 0     |
| Absoluta          | 2022              | 4         | 0         | --           | --           | --           | --           | --                         | --                         | 4     | 0     |
| Absoluta          | 2023              | 4         | 0         | --           | --           | --           | --           | 4                          | 0                          | 8     | 0     |
| Absoluta          | 2024              | 3         | 0         | 1            | 0            | --           | --           | 6                          | 0                          | 8     | 0     |
| Absoluta          | 2025              | --        | --        | --           | --           | --           | --           | 3                          | 0                          | 3     | 0     |
| Absoluta          | Total             | 14        | 0         | 2            | 0            | 0            | 0            | 13                         | 0                          | 29    | 0     |
| Total en Colombia | Total en Colombia | 14        | 0         | 6            | 1            | 0            | 0            | 21                         | 0                          | 41    | 1     |

## Palmarés

### Títulos nacionales
| Título               | Equipo             | País    | Año  |
| -------------------- | ------------------ | ------- | ---- |
| Pro League           | K. R. C. Genk      | Bélgica | 2019 |
| Supercopa de Bélgica | K. R. C. Genk      | Bélgica | 2019 |
| Copa de Bélgica      | K. R. C. Genk      | Bélgica | 2021 |
| Copa Italia          | Bologna F. C. 1909 | Italia  | 2025 |

### Títulos internacionales
| Título           | Equipo           | Sede              | Año  |
| ---------------- | ---------------- | ----------------- | ---- |
| en Suramericanos | Selección sub-17 | Santiago de Chile | 2014 |